# Subdivisions de Tallinn
La Ville de Tallinn est  subdivisée en arrondissements (estonien : Tallinna linnaosad) qui sont divisés en quartiers (estonien : Tallinna asumid). 
En 2020, la Ville de Tallinn compte huit arrondissements (en estonien, Linnaosa) et en 84 quartiers. 

## Liste des quartiers par arrondissement
| Arrondissement | Carte | Quartiers |
| -------------- | ----- | --- |
| Haabersti      |       | - Astangu - Haabersti - Kakumäe - Mustjõe - Mäeküla - Õismäe - Pikaliiva - Rocca al Mare - Tiskre - Veskimetsa - Vismeistri - Väike-Õismäe                                                                                          |
| Centre-ville   |       | - Aegna - Juhkentali - Kadriorg - Kassisaba - Keldrimäe - Kitseküla - Kompassi - Luite - Maakri - Mõigu - Raua - Sadama - Sibulaküla - Südalinn - Tatari - Tõnismäe - Torupilli - Ülemistejärve - Uus Maailm - Vanalinn - Veerenni. |
| Kristiine      |       | - Järve - Lilleküla - Tondi |
| Lasnamäe       |       | - Katleri - Kurepõllu - Kuristiku - Laagna - Loopealse - Mustakivi - Pae - Paevälja - Priisle - Seli - Sikupilli - Sõjamäe - Tondiraba - Uuslinn - Väo - Ülemiste                                                                   |
| Mustamäe       |       | - Kadaka - Mustamäe - Siili - Sääse |
| Nõmme          |       | - Hiiu - Kivimäe - Laagri - Liiva - Männiku - Nõmme - Pääsküla*Rahumäe - Raudalu - Vana-Mustamäe |
| Pirita         |       | - Iru - Kloostrimetsa - Kose - Laiaküla - Lepiku - Maarjamäe - Merivälja - Mähe - Pirita |
| Tallinn-Nord   |       | - Kalamaja - Karjamaa - Kelmiküla - Kopli - Merimetsa - Paljassaare - Pelgulinn - Pelguranna - Sitsi. |